# Abbaye Sainte-Marie de Longues
Pour les articles homonymes, voir Abbaye Sainte-Marie.
L'abbaye Sainte-Marie de Longues est un ancien monastère bénédictin, fondé au XIIe siècle, qui se dresse sur le territoire de la commune française de Longues-sur-Mer, dans le département du Calvados, en région Normandie.
L'abbaye offre un témoignage exceptionnel de la vie religieuse normande au Moyen Âge, mais aussi de son architecture et de ses arts décoratifs.
Née dans l’ardente foi médiévale, elle décline progressivement jusqu’à sa fermeture au XVIIIe siècle puis est convertie en exploitation agricole. Ces multiples transformations ont laissé leurs traces, entraîné des destructions et des changements d’affectation des bâtiments, auxquels s’ajoute l’action du temps.
Cependant, les restaurations de l’abbaye entreprises au XXe siècle par ses propriétaires successifs en font aujourd’hui un élément du patrimoine normand. Elle est totalement protégée aux monuments historiques.

## Localisation
L'abbaye est située, à 300 mètres au sud-sud-est de l'église Saint-Laurent de Longues-sur-Mer, au bord de la route départementale no 104 menant à Bayeux, dans un triangle entre les villes de Bayeux, Arromanches-les-Bains et Port-en-Bessin-Huppain, dans le département français du Calvados.

## Historique
L'abbaye, au diocèse de Bayeux, a été fondée en l'an 1168 par Hugues Wac, qui donna la terre sur laquelle elle fut bâtie et plusieurs autres donations mentionnées dans les chartes du monastère et approuvées par le roi d'Angleterre et duc de Normandie Henri II d'Angleterre. La famille Wac était possessionnée à Rubercy et dans le Cotentin. Un grand nombre de seigneurs anglais et normands, et Henri II lui-même, enrichirent l'abbaye de Longues. Première fille de l'abbaye de Hambye, elle s'agrège en 1600 à l'Ordre de Cluny.
Les deux chartes de la fondation de Longues se trouvent dans la Gallia Christiana, et l'analyse faite par M. Léchaudé-d'Anisy des chartes déposées aux archives du Calvados, dans le tome VIII des Mémoires de la Société des antiquaires de Normandie fournit un grand nombre de renseignements sur les donations faites successivement à cette établissement religieux.
Les Bacon, seigneurs du Molay et barons normands et les Argouges ont été des grands bienfaiteurs de l'abbaye. Certains membres de ces deux familles ont leur sépulture dans l'abbaye,.
Le dernier abbé fut Emmanuel-Louis de Cugnac, évêque de Lectoure. Par décret du 22 octobre 1781, la mense conventuelle fut unie au séminaire de Bayeux.
Les restaurations entreprises aux XXe et XXIe siècles par les deux familles propriétaires successifs depuis 1932 ont valorisé ce patrimoine[réf. nécessaire], classé monument historique en totalité en 2006.
C’est d’abord la famille nord-américaine Dewey qui a commencé les travaux de restauration de 1932 à 1964[réf. nécessaire]. Élu à la chambre des représentants de l’Illinoishttps://www.govtrack.us/congress/members/charles_dewey/403417[réf. nécessaire], Charles S. Dewey (en) a notamment été, après la Seconde Guerre mondiale, chargé de l’allocation des fonds du plan Marshall de 1948 à 1951[réf. nécessaire] et fait à cette occasion citoyen d’honneur du village de Longues-sur-Mer.
Depuis 1964, c’est la famille d’Anglejan Chatillon qui a continué et accéléré les restaurations de l’abbaye[réf. nécessaire], marquant notamment les anniversaires de la fondation de l’abbaye en 1168 par de nombreux événements : 800e en 1968, 850e en 2018.
Différents prix ont récompensé dans les années 2010 les nombreux dossiers de projets de restauration :
- 2016 : prix spécial VMF[8] ;
- 2016 : prix de mise en accessibilité aux personnes à mobilité réduite de la Fondation pour les monuments historiques[9] (devenue depuis Fondation Mérimée) ;
- 2017 : prix French Heritage Society[10] ;
- En mars 2019, l’abbaye Sainte-Marie est sélectionnée comme le monument « emblématique » de la région Normandie pour le loto du patrimoine. Prêt à s’effondrer, le chœur sera ainsi sauvé et inauguré le 15 août 2022 par la première messe 240 ans après sa fermeture au culte. Quant au bâtiment appelé "réfectoire des moines" le retrait de ses ardoises par les couvreurs fin 2022 a montré que sa charpente était largement attaquée par la vrillette. Le chantier a donc été interrompu jusqu'à la finalisation de son financement grâce à la Fondation du Patrimoine et terminé 12 décembre 2023. Les travaux de restauration effectués dans ce second bâtiment, l'hôtellerie, ont permis de découvrir la plus ancienne charpente de type "armoricaine" de Normandie dans l'état actuel des connaissances du CNRS.
- 2021 : lauréat[11] du premier concours de la Fondation France Bois Forêt pour notre patrimoine.

## Description
L’abbaye est l'un des monuments normand qui présente le plus grand nombre de pavés vernissés. Provenant de l’atelier du Molay, ils ont été réalisés dans les dernières années du XIIIe ou au XIVe siècle,.
Dans une petite chapelle de l'abbaye, au milieu d'anciennes sépultures des seigneurs d'Argouges, on trouve celle de Jacques d'Argouges, mort le 6 septembre 1510, sire d'Argouges (Vaux-sur-Aure) et vassal du Mollay-Bacon, seigneur de Beaumont en la Hague et de la Motte-Blagny (Saint-Martin-de-Blagny),.
On peut également voir une statue de saint Jacques le Majeur, et une peinture monumentale de l'ancien logis abbatial.

## Protection aux monuments historiques
Au titre des monuments historiques :
- les ruines de la chapelle sont classées par décret du 30 juin 1915 ;
- l'ancienne abbaye en totalité (à l'exception de la chapelle déjà classée) comprenant les sols, sous-sols, murs de clôture, vestiges et bâtiments en élévation, y compris l'étang est classée par arrêté du 31 janvier 2006 ;
- les parties suivantes de la ferme de l'ancienne abbaye : la grange, le logis pressoir et l'étable, en totalité ; les sols et les sous-sols ; les murs de clôture, sont inscrites par arrêté du 31 janvier 2006.

## Terriers, propriétés, revenus, dépendances
| Commune           | Possession          | Dpt | Date début      | Date fin | Commentaires                                                                          |
| Maupertus-sur-Mer | Église Saint-Martin | 50  | fin XIIe siècle |          | Elle est donnée à la fin du XIIe siècle par Hamon Le Bouteillier, bailli de Cotentin. |

## Liste des abbés
De sa fondation à sa suppression, il y a eu dix-neuf abbés réguliers et seize abbés commendataires.
- Jean d’Alloigny -1527, premier abbé commendataire.
- Olivier Le Coq 1622, parents des monnayers de Saint-Lô installés à Bérigny (Manche)
- Jean de Tulles 1630-1640, évêque d’Orange.
- Jean-Vincent de Tulles -1668. Neveu de Jean de Tulles, évêque d’Orange, de Lavaur.
- Louis d'Anglure de Bourlemont -1697, évêque de Fréjus, Carcassonne puis archevêque de Bordeaux.
- François de Caillebot de La Salle -1736, évêque de Tournay.
- Robert-Tranquille de Couvert de Coulon 1744-1759, archidiacre et chanoine de Bayeux.
- Emmanuel-Louis de Cugnac 1759-1781, dernier abbé, évêque de Lectoure.

## Visite
Depuis 2018 et les célébrations du 850e anniversaire de sa fondation, il est possible de visiter les vestiges de l'abbaye, du 1er juin au 10 août tous les jours sauf dimanche et lundi et du 1er au 15 septembre également.